# Jamie-Lee Kriewitz
Jamie-Lee Kriewitz (* 18. marts 1998 i Springe) er en tysk pop sanger. Den 17. december 2015 vandt hun den femte sæson af sangtalent showet The Voice of Germany (Tysklands Stemme). Med titlen Ghost (Spøgelse) vandt hun Tysk Melodi Grand Prix og repræsenterede Tyskland den 14. maj 2016 i finalen i Stockholm, hvor hun fik en 26. og sidste plads. Siden udgivelsen af hendes første album optræder hun som Jamie-Lee.